# Сельская жизнь (газета)
Газета «Се́льская жи́знь» — информационное издание о проблемах агропромышленного комплекса России. Предназначена для деловых людей, занятых в сфере сельского хозяйства, специалистов агропромышленного комплекса, жителей сёл. Одна из старейших аграрных газет мира. В советское время являлась ежедневным печатным органом Народного комиссариата земледелия РСФСР и Народного комиссариата земледелия СССР, а также Зернотреста и Колхозцентра. Тематика публикаций: политические обзоры, аналитические статьи и информация о селе, рекомендации прикладного характера. В СССР была органом ЦК КПСС.

## История
1 февраля 1931 редакционный коллектив газеты «Беднота» вошёл в состав газеты «Социалистическое производство».
С 3 апреля 1953 года вместо газет «Советское хлопководство», «Совхозная газета», и «Социалистическое земледелие» начала выходить газета «Сельское хозяйство».
Формат A3; количество полос — от 4 до 16; тираж — 92 тыс. экземпляров; распространяется по России, СНГ; периодичность выхода — 2 раза в неделю. Собственник — ЗАО «Редакция газеты „Сельская жизнь“».

### Главные редакторы
Шамун Кагерманов (1999 — н.в.)